# 三磷化二金
三磷化二金是一种无机化合物，化学式为Au2P3，它可由金和磷以1:1原子比在1100 K反应得到；其纳米颗粒可由金和三辛基膦在三辛基氧化膦中于360 °C反应得到。它可以形成单斜晶系晶体，空间群C2/m。